# Рудавка (річка)
Рудавка — річка в Україні у Самбірському районі Львівської області. Права притока річки Стривігор (басейн Дністра).

## Опис
Довжина річки приблизно 5,76 км, найкоротша відстань між витоком і гирлом — 5,19  км, коефіцієнт звивистості річки — 1,11 . Формується багатьма гірськими струмками.

## Розташування
Бере початок на північних схилах гори Магура (730,3 м). Тече переважно на північний захід хвойним лісом і на південно-східній стороні від Смільниці впадає у річку Стривігор, ліву притоку Дністра.

## Цікаві факти
- На лівому березі річки розташований Регіональний ландшафтний парк «Верхньодністровські Бескиди»[2].